# Parque forestal del monte de los Pozos
El parque forestal del Monte de los Pozos es un parque forestal situado en la ciudad española de Vigo. Se encuentra en la zona de Freixo (Valladares), y ocupa una parte importante del monte homónimo, un pico de 387 metros que domina el contorno olívico. 
El parque forestal tiene una extensión de 110 000 m², y consta de áreas recreativas con bar y restaurante, asadores, senderos, un mirador a 335 metros de altura con vistas a la ría de Vigo e Islas Cíes, además de un lago artificial en donde habitan diversas especies de aves.
Las especies arbóreas autóctonas del parque forestal son las típicas de bosque caduco, como robles y pinos, así como olmos y otras especies.

## Galería de imágenes

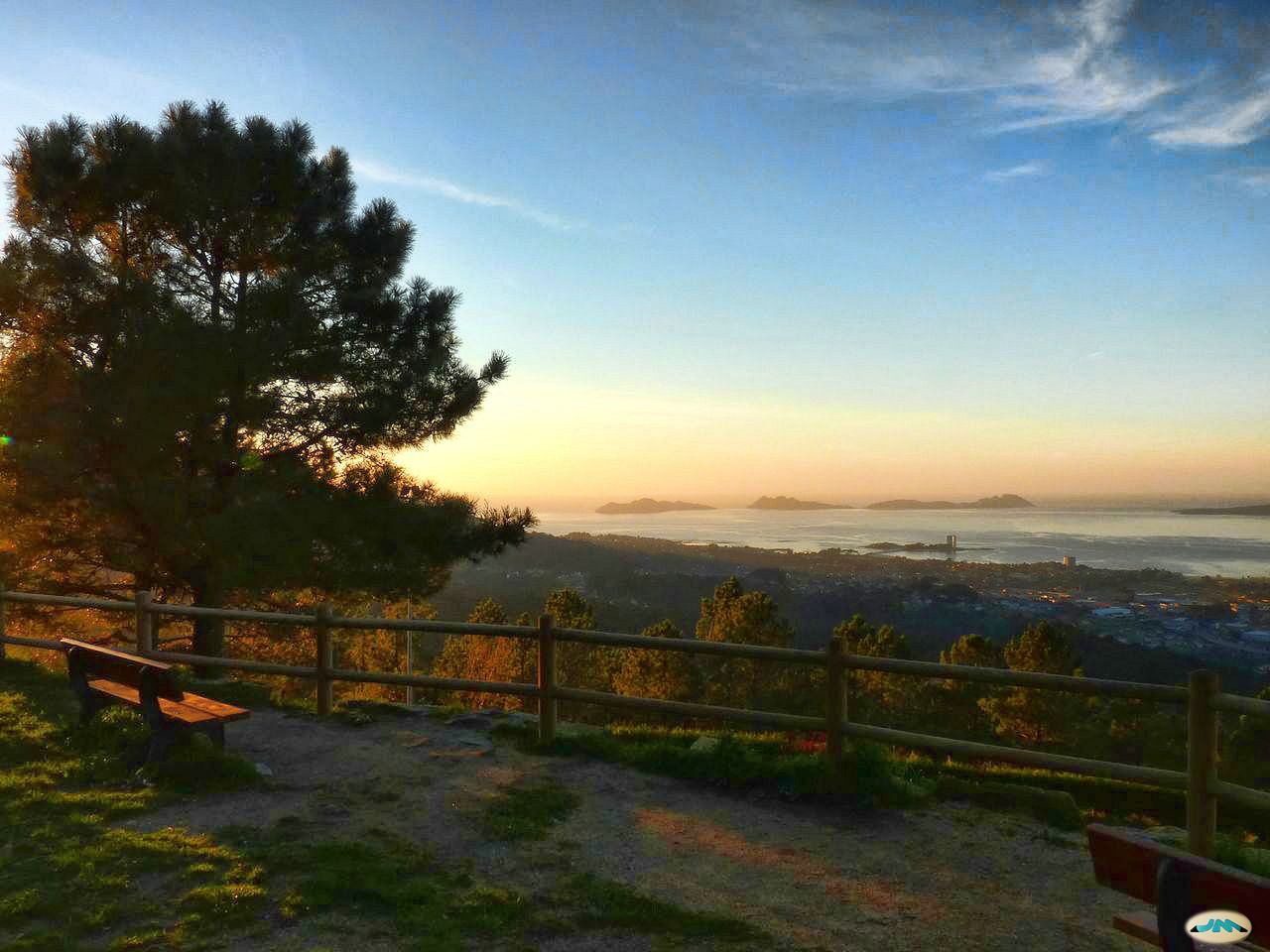
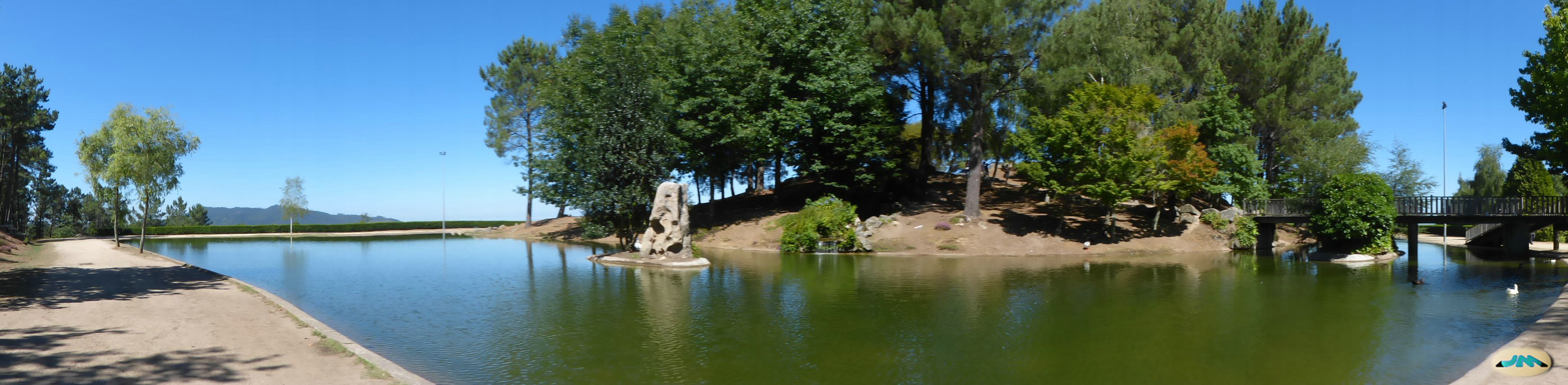
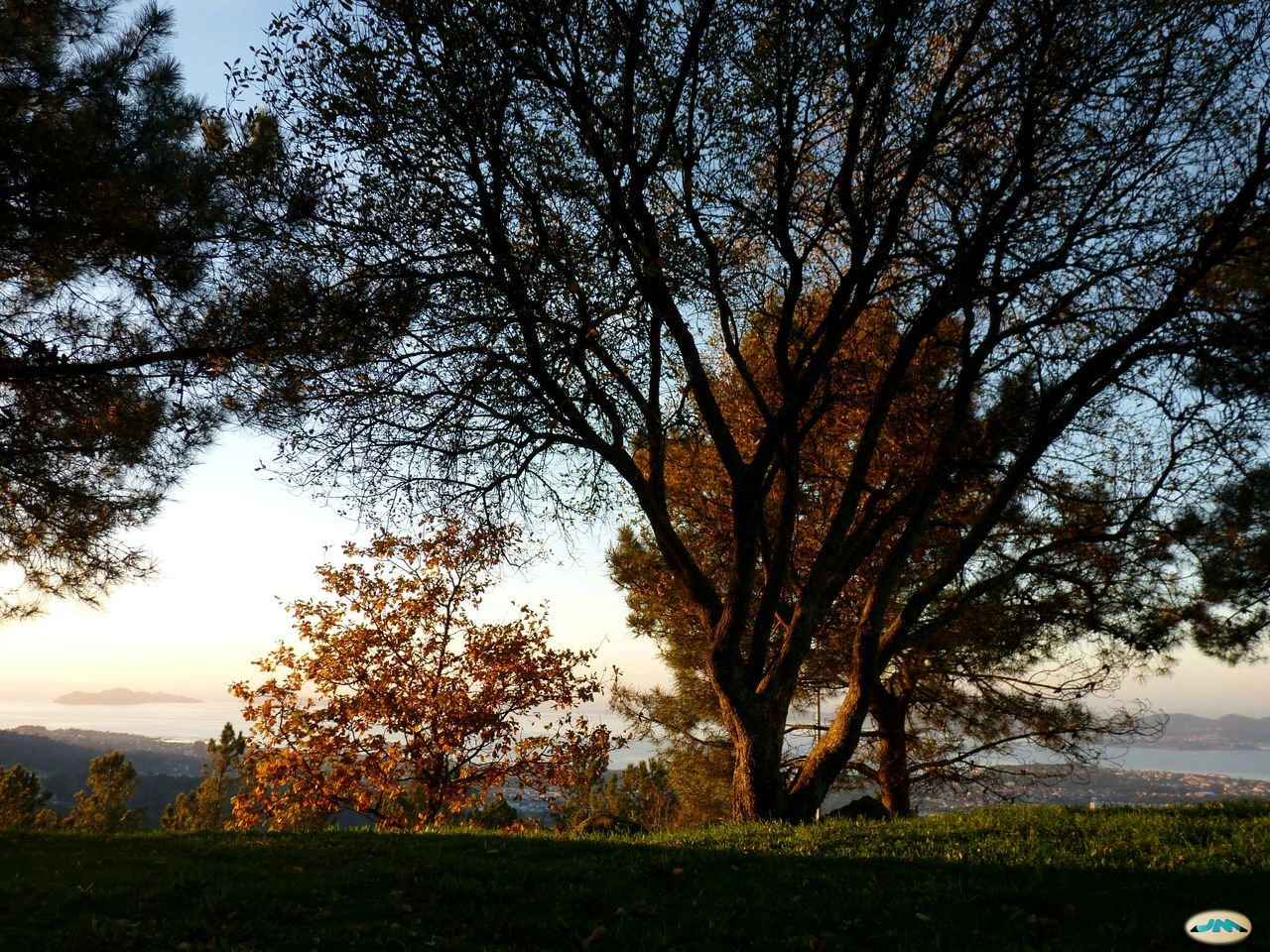
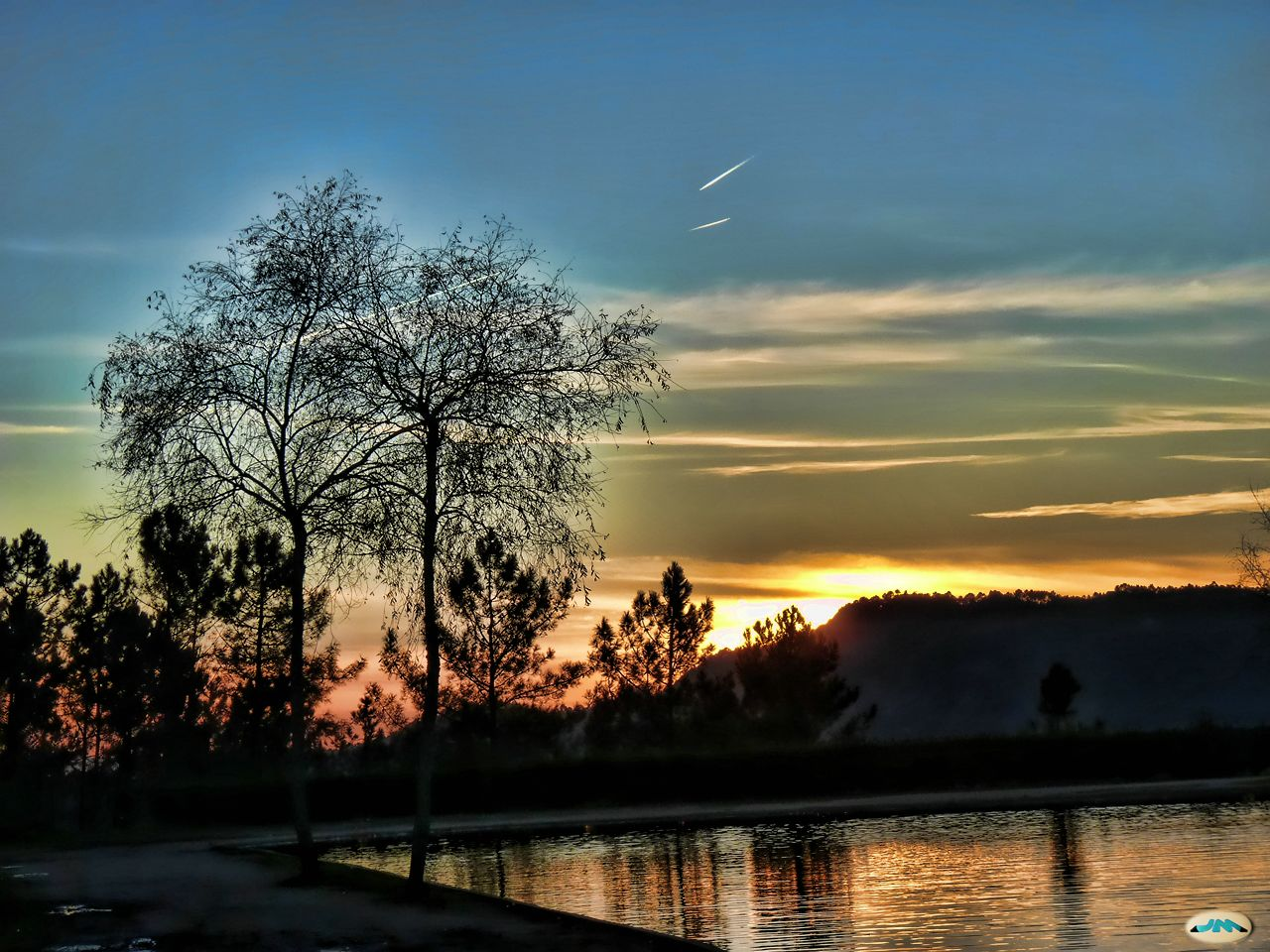
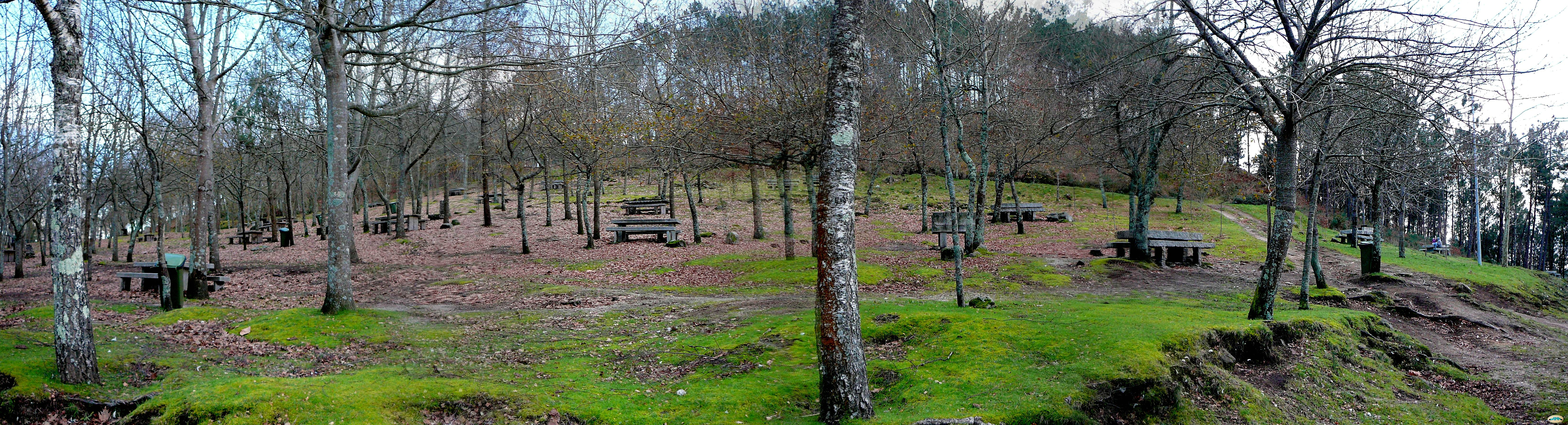
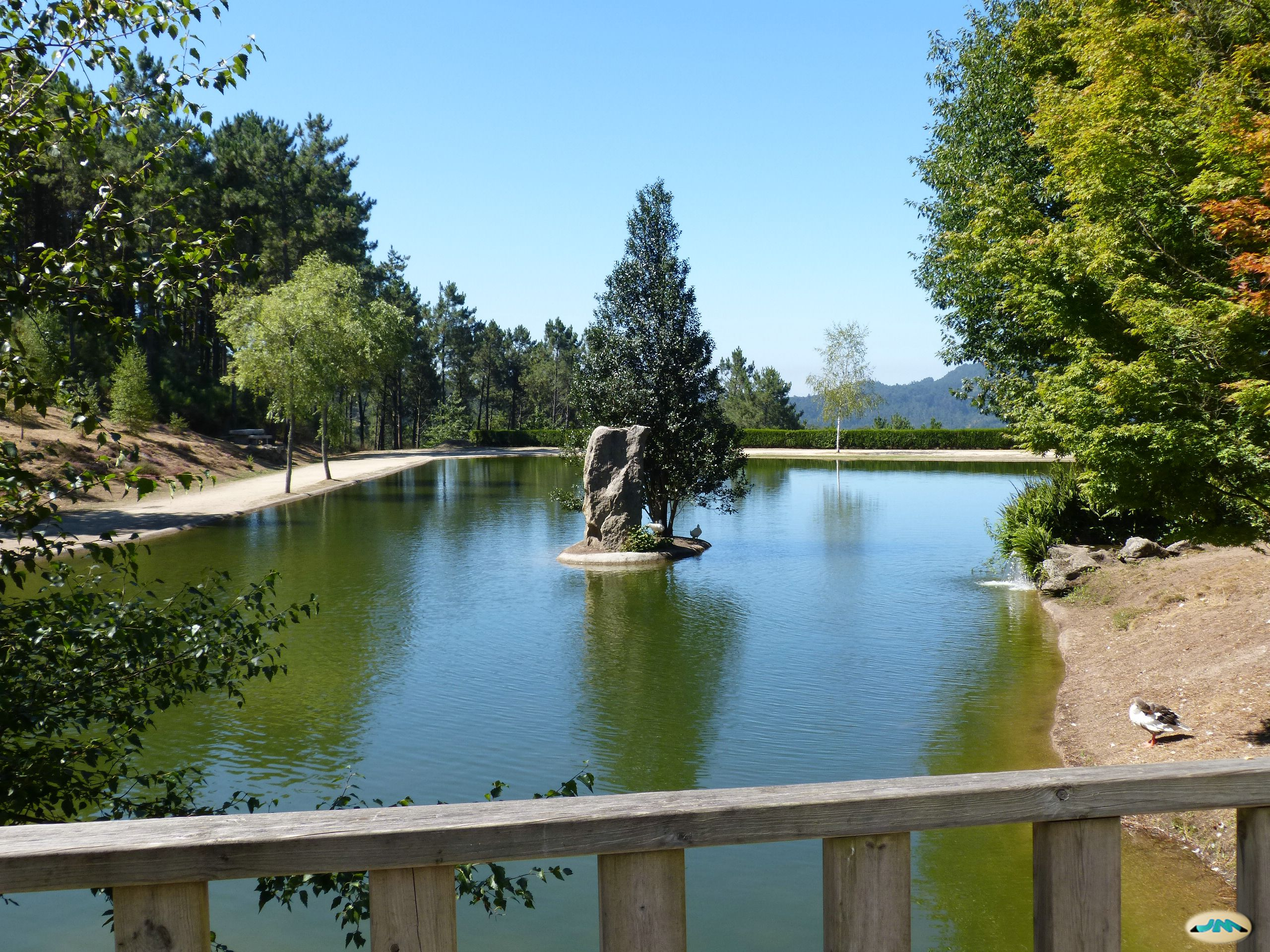